# Dziahowce
Dziahowce (biał. Дзягаўцы; ros. Дяговцы) − wieś na Białorusi, w obwodzie grodzieńskim, w rejonie oszmiańskim, w sielsowiecie Żuprany.

## Historia
W czasach zaborów folwark i wieś w gminie Soły, w powiecie oszmiańskim, w guberni wileńskiej Imperium Rosyjskiego. W 1905 roku folwark liczył 12 mieszkańców, 40 dziesięcin, własność Lewandowskiego; wieś liczyła 50 mieszkańców, 54 dzisięciny.
Po I wojnie światowej pod administracją polską, w Zarządzie Cywilnym Ziem Wschodnich. W latach 1920–1922 w składzie Litwy Środkowej.
Od 11 kwietnia 1922 okolica leżała w Polsce, w województwie wileńskim, w powiecie oszmiańskim, w gminie Soły.
W 1931:
- wieś w 9 domach zamieszkiwały 53 osoby[3],
- folwark[b] w 2 domach zamieszkiwało 19 osób[3].

Wierni należeli do parafii rzymskokatolickiej w Daukszyszkach. Miejscowość podlegała pod Sąd Grodzki w Oszmianie i Okręgowy w Wilnie; mieścił się tu urząd pocztowy obsługujący część gminy Soły.
Po II wojnie światowej w granicach Związku Sowieckiego. Od 1991 w niepodległej Białorusi.